# 279 Thule
Thule /ˈθjuːliː/ (định danh hành tinh vi hình: 279 Thule) là một tiểu hành tinh lớn ở vòng ngoài cùng của vành đai tiểu hành tinh. 279 Thule được phân loại tiểu hành tinh loại D và có lẽ thành phần hữu cơ giàu silicat, carbon và silicat khan. Thule là tiểu hành tinh đầu tiên được phát hiện với bán trục lớn hơn 4 AU.
Ngày 25 tháng 10 năm 1888, nhà thiên văn học người Áo Johann Palisa phát hiện tiểu hành tinh Thule khi ông thực hiện quan sát ở Viên và đặt tên nó theo tên Thule, vùng đất cực Bắc trong văn học cổ điển châu Âu.

## Tiểu hành tinh Thule
Thule là thành viên đầu tiên được phát hiện trong Thule dynamical group vào năm 2008 với ba thành viên: 279 Thule, (186024) 2001 QG207 và (185290) 2006 UB219. Quỹ đạo của những tiểu hành tinh này là không bình thường. Chúng quay quanh ở rìa ngoài cùng của vành đai tiểu hành tinh và cộng hưởng quỹ đạo với Sao Mộc là 4:3, kết quả của các lực Sao Mộc tác động lên quỹ đạo Thule, trong cùng một chiều (mặc dù có hiệu ứng ngược lại) như khoảng cách Kirkwood trong các tiểu hành tinh bên trong của vành đai tiểu hành tinh.
| Name                | Bán trục chính (AU) | Chu kỳ (năm) | Độ lệch tâm | Độ nghiêng (°) | Cấp sao tuyệt đối | Kích thước (km) |
| ------------------- | ------------------- | ------------ | ----------- | -------------- | ----------------- | --------------- |
| 279 Thule           | 4,269               | 8,82         | 0,0432      | 2,334          | 8,53              | 126,59±3,7      |
| (185290) 2006 UB219 | 4,290               | 8,89         | 0,1335      | 7,132          | 13,84             | 4,1–10,1        |
| (186024) 2001 QG207 | 4,278               | 8,85         | 0,2513      | 3,238          | 14,53             | 3,0–7,4         |
| 2006 SJ42           | 4,286               | 8,87         | 0,0465      | 5,501          | 15,1              | 2,3–5,7         |
| 2008 RE93           | 4,288               | 8,88         | 0,1161      | 3,497          | 15,49             | 1,9–4,7         |
| 2014 WN504          | 4,297               | 8,91         | 0,2312      | 3,193          | 15,5              | 1,9–4,7         |
| 2014 QX231          | 4,283               | 8,86         | 0,3722      | 5,935          | 16,5              | 1,2–3,0         |